# 지궁흐사세
지궁흐사세(모호크어: Jigonhsasee [dʒigũhsase])는 테카나위타, 하옝와트하와 함께 호디노쇼니(이로쿼이 연맹)를 창업한 건국자다.
테카나위타가 부족 간의 평화를 창안하기 전, 이로쿼이 부족들이 서로 싸우던 시절 지궁흐사세는 각 부족의 전사들이 다니는 길목에 살았다. 전승에 따라 원래부터 이름이 지궁흐사세라고도 하고, 테카나위타의 동지가 된 뒤 테카나위타가 지어준 이름이라고도 한다. 지궁흐사세는 부족을 막론하고 자기 집 앞을 지나는 전사들에게 숙식을 제공해 주었고, 그녀의 집 불구덩이 주변에서만은 서로 다른 부족의 전사들이 싸우지 않고 평화롭게 지냈다. 서로 싸우는 부족들 간에 평화를 수립하려 한 선지자 테카나위타는 이 점에 착안하여 지궁흐사세를 찾아왔다. 지궁흐사세가 뜻은 좋지만 구체적으로 어떤 방식으로 그 뜻을 이룰 것이냐고 묻자 테카나위타는 여러 개의 불구덩이를 가진 긴집을 지어 가족 하나당 불구덩이 하나를 주고 긴집에 사는 모든 사람이 한 사람의 대모 밑에 한 씨족으로서 같이 살게 할 것이며, 하나의 법도를 따르고 생각이 살인을 대신할 것이라고 대답했다.
지궁흐사세는 테카나위타가 주장하는 평화의 잠재성을 알아보고 동참하기로 했다. 테카나위타는 자신의 첫 동지가 된 지궁흐사세를 모든 부족을 아우르는 “민족들의 대모(Mother of Nations)”로 삼고, 부족회의에 참여하는 남자들에게 자리를 나누어주고 여자들에게는 어느 남자를 추장으로 세울지 선택하는 힘을 주는 일을 맡겼다. 이렇게 해서 이로쿼이 연맹은 남자들이 모계로 추장을 세습하고 씨족 대모들이 추장을 탄핵할 수 있는 체제를 갖추었다.